# Guy Béart

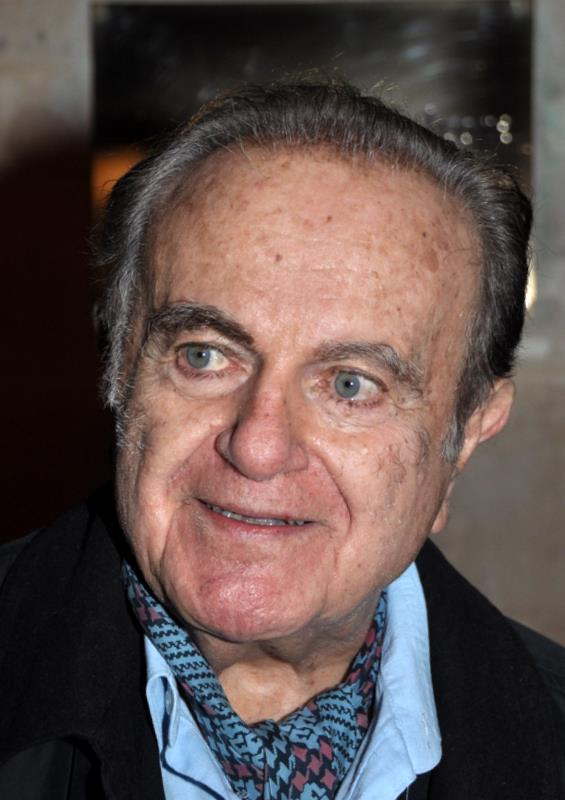
Guy Béart in 2012

Guy Béart, geboren als Guy Béhar-Hassan (Caïro, 16 juli 1930 – Garches, 16 september 2015), was een Franse zanger.

## Biografie
Béart stamde uit een Joodse familie. Zijn jeugd bracht hij onder meer door in Frankrijk, Griekenland, Mexico, Egypte en Libanon. Op 17-jarige leeftijd vestigde hij zich in Parijs, waar hij studeerde aan de École nationale de musique en ook een ingenieursopleiding volgde. Na het overlijden van zijn vader was hij actief als ingenieur, terwijl hij een opleiding volgde aan de École nationale des ponts et chaussées. Muziek bleef op de achtergrond, waaronder het schrijven van teksten en muziek voor het lokale cabaret. Zijn talent werd ontdekt en hij mocht hierdoor werk schrijven voor Juliette Gréco, Jacques Canetti en Boris Vian. 
Béart brak door met het nummer "L'eau vive", de soundtrack van de gelijknamige film. Daarna trad hij ook zelf meer op als zanger en in de jaren '60 volgden nog enkele grote successen met "Le grand chambardement", "Les grands principes" en "La vérité".  
Béart kreeg ook een eigen tv-show, genaamd "Bienvenue chez Guy Béart". Hierin ontving hij Franse en internationale sterren. 
In 2010 nam hij afscheid als zanger met een laatste plaat, "Le meilleur des choses", en een optreden in de beroemde Parijse zaal L'Olympia. 
Béart was gehuwd en kreeg in 1963 een dochter, de actrice Emmanuelle Béart. Hij overleed in 2015 na een val op het trottoir, vermoedelijk veroorzaakt door een hartaanval.

## Discografie

### Albums
Studio-albums
- 1957: Guy Béart (or Qu'on est bien)
- 1958: Guy Béart Volume 2 (or L'Eau vive)
- 1960: Guy Béart Volume 3 (or Printemps sans amour)
- 1963: Guy Béart Volume 4 (or Fille d'aujourd'hui)
- 1965: Qui suis-je? (or Les grands principes)
- 1966: Vive la rose - Les très vieilles chansons de France
- 1968: La Vérité
- 1968: V'là l'joli vent - Les nouvelles très vieilles chansons de France
- 1969: La Fenêtre
- 1971: L'Espérance folle
- 1973: Couleurs du temps
- 1975: Il fait beau à Paris (compilation with previously unreleased materials)
- 1976: Chansons de notre temps et d'espérance
- 1977: Futur- Fiction- Fantastique (compilation with unreleased materials)
- 1978: Les Nouvelles Chansons
- 1981: Le beau miroir
- 1982: Porte-bonheur - Les chansons gaies des belles années
- 1986: Demain je recommence
- 1995: Il est temps
- 2010: Le Meilleur des choses

Live-albums
- 1974: À l'université (double album)
- 1977: À la Comédie des Champs-Élysées (triple album)
- 1999: En public (double CD)

Gecompileerde albums
- 1973: Chansons d'avant-hier et d'après-demain (dubbel-LP)
- 2010: Best of (triple CD)
- 2014: Chansons éternelles de France

### Soundtracks
- 2012 · Les invisibles (documentaire)
- 1994 · L'Enfer (film)
- 1991 · La reine blanche (film)
- 1968 · Chut, chut, Marceau (tv-film)
- 1965 · La nuit écoute (tv-reeks), voor één episode Jean Giono
- 1960 · Les quatre vents (documentaire reeks), voor één episode "Planter à cet âge"
- 1958 · L'eau vive (film)